# Basile l'Ancien
Basile l'Ancien, père de saint Basile de Césarée, a grandi à Niksar dans le Pont. Il est célébré le 30 mai.

## Biographie
Fils de Macrine l'Ancienne, les sources catholiques disent que Basile a déménagé avec sa famille sur les rives de la mer Noire durant la persécution des chrétiens sous Galère.
Il aurait été un avocat et rhétoricien connu, en particulier pour sa vertu.